# Tomás Lefever
Tomás Enrique Lefever Chatterton (født 1926 i Valparaiso, død 2003 i Santiago, Chile) var en chilensk komponist og digter.
Lefever tog privat undervisning hos forskellige lærere i Santiago. Han komponerede i mange stilarter og var også en kendt digter i sit hjemland.
Han har skrevet 3 symfonier, orkesterværker, filmmusik, elektronisk musik, scenemusik, koncerter for mange forskellige instrumenter etc.

## Udvalgte værker
- Symfoni nr. 1 "Sinfonia 1964" (1964) - for orkester
- Symfoni nr. 2 (19?) - for orkester
- Symfoni nr. 3 (19?) - for orkester
- "Symfoni Koncertante" (1965) - for obo, slagtøj og strygeorkester